# Onze-Lieve-Vrouw-Sterre-der-Zeekapel (Vaesrade)
De Onze-Lieve-Vrouw-Sterre-der-Zeekapel is een kapel in Vaesrade in de Nederlands Zuid-Limburgse gemeente Beekdaelen. De kapel staat in het noordoosten van het dorp aan de straat Vaesrade, op de rand van de plaats waar deze overgaat in buurtschap Hommert en de Zandbergweg op de straat uitkomt. 
De kapel is gewijd aan Maria, specifiek aan Onze-Lieve-Vrouw Sterre der Zee.

## Geschiedenis
In 1953 werd de kapel gebouwd toen het Maastrichtse beeld van de Sterre der Zee door Limburg trok onder begeleiding van bisschop Guillaume Lemmens.
In mei 1987 werd de kapel gerestaureerd.

## Bouwwerk
De open bakstenen wegkapel is gebouwd op een rechthoekig plattegrond onder een gebogen zadeldak met pannen. De frontgevel bevat de spitsboogvormige toegang die wordt afgesloten met een ijzeren hek. Op het hek zijn twee goudkleurige sterren aangebracht en verwijzen naar Sterre der Zee. De spitsboog van de toegang is uitgevoerd in gelige baksteen en heeft een gele sluitsteen. Bovenop deze gele sluitsteen is met gele bakstenen een ingemetseld kruis gevormd. Rechts van de toegang is een smeedijzeren jaartal aangebracht: 1953.
Van binnen is de kapel bekleed met gele baksteen en tegen de achterwand is een massief bakstenen altaar geplaatst. Op het altaar is een bakstenen sokkel gemetseld met daarop het Mariabeeldje, dat Maria toont met op haar linkerarm het kindje Jezus en beide dragen een kroon. Op de sokkel is een zwarte plaquette aangebracht met daarin een tekst gegraveerd:

Onze lieve vrouw
Sterre der Zee
Bescherm ons

Rechts naast het Mariabeeldje is een witte plaquette opgehangen met de tekst:

Renovatie
Maria kapel
3 mei 1987
H. Kusters